# Episodi di A casa di Raven (quarta stagione)
La quarta stagione della serie televisiva A casa di Raven è stata trasmessa negli Stati Uniti d'America dal 24 luglio 2020 al 21 maggio 2021 su Disney Channel.
Il primo episodio di questa stagione è un crossover le cui vicende si concludono nel trentesimo episodio della quarta stagione di Summer Camp.
L'episodio natalizio è uno speciale che dura 45 minuti e che è stato trasmesso in due parti.
Al termine di questa stagione, escono di scena Navia Robertson, Jason Maybaum, Sky Katz e Annaliese van der Pol. 
In Italia la stagione è stata distribuita in due parti sulla piattaforma streaming Disney+; la prima parte (ep. 1-10) il 12 gennaio, e la seconda (ep. 11-20) il 30 marzo 2022 .
| n° | Titolo originale            | Titolo italiano                               | Prima TV USA     | Prima TV Italia |
| -- | --------------------------- | --------------------------------------------- | ---------------- | --------------- |
| 1  | Raven About Bunk'd (Part 1) | La foresta proibita                           | 24 luglio 2020   | 12 gennaio 2022 |
| 2  | Don't Trust the G in Apt 4B | Non fidarti del fantasma nell'appartamento 4B | 9 ottobre 2020   | 12 gennaio 2022 |
| 3  | Baking Bad                  | Le Chelsea                                    | 23 ottobre 2020  | 12 gennaio 2022 |
| 4  | Big Little Surprise         | Piccola grande sorpresa                       | 6 novembre 2020  | 12 gennaio 2022 |
| 5  | Tesscue Me                  | Andiamo a salvare Tess                        | 13 novembre 2020 | 12 gennaio 2022 |
| 6  | Sharp Job-jects             | Scaramanzia                                   | 20 novembre 2020 | 12 gennaio 2022 |
| 7  | How I Met Your Mentor       | Come ho incontrato la tua mentore             | 27 novembre 2020 | 12 gennaio 2022 |
| 8  | Mad About Yuletide (Part 1) | Tutti pazzi per il Natale - Parte 1           | 18 dicembre 2020 | 12 gennaio 2022 |
| 9  | Mad About Yuletide (Part 2) | Tutti pazzi per il Natale - Parte 2           | 18 dicembre 2020 | 12 gennaio 2022 |
| 10 | Wheel of Misfortune         | I club della discordia                        | 19 marzo 2021    | 12 gennaio 2022 |
| 11 | Diff'rent Strikes           | Niente scuola? Nessun problema                | 26 marzo 2021    | 30 marzo 2022   |
| 12 | Fresh Off the Note          | Il biglietto                                  | 2 aprile 2021    | 30 marzo 2022   |
| 13 | 10 Things Debate About You  | Dibattiti e litigi                            | 9 aprile 2021    | 30 marzo 2022   |
| 14 | Plays of Our Lives          | Lo spettacolo della vita                      | 16 aprile 2021   | 30 marzo 2022   |
| 15 | The Slumber Years           | Una notte da ricordare                        | 23 aprile 2021   | 30 marzo 2022   |
| 16 | Bless This Tess             | Meravigliosa Tess                             | 30 aprile 2021   | 30 marzo 2022   |
| 17 | American Torah Story        | Il Bar Mitzvah di Levi                        | 7 maggio 2021    | 30 marzo 2022   |
| 18 | Say Yes to the Protest      | La protesta di Nia                            | 14 maggio 2021   | 30 marzo 2022   |
| 19 | Saved by the Belle          | Salvato dalla sorella                         | 21 maggio 2021   | 30 marzo 2022   |
| 20 | So You Think You Can Drive  | Lezioni di guida                              | 21 maggio 2021   | 30 marzo 2022   |